# ارنست کوهن (زبان‌شناس)
ارنست کوهن (انگلیسی: Ernst Kuhn; ۷ فوریهٔ ۱۸۴۶ – ۲۱ اوت ۱۹۲۰) هندشناس و زبان‌شناس متخصص مطالعات هندواروپایی اهل آلمان بود. پدر او آدالبرت کوهن نیز زبان‌شناس بود.
ارنست کوهن در دانشگاه‌های برلین و توبینگن تحصیل کرد و در سال ۱۸۶۹ با ارائه رساله‌ای در مورد کَچایَنه، زبان‌شناس، با عنوان «نمونه‌ای از کچاینه‌پکارنه‌ئه» دکترای خود را دریافت کرد. در سال ۱۸۷۱، او نشان شایستگی خود را در رشته‌های زبان سانسکریت و زبان‌شناسی تطبیقی از دانشگاه هاله-ویتنبرگ دریافت کرد و در سال بعد به عنوان استاد به دانشگاه لایپزیگ نقل مکان کرد. در سال ۱۸۷۵، او استاد تمام‌وقت دانشگاه هایدلبرگ شد و از سال ۱۸۷۷ تا ۱۹۱۷ به عنوان استاد زبان‌شناسی ایرانی و مطالعات هندواروپایی تطبیقی در دانشگاه لودویگ ماکسیمیلیان مونیخ خدمت کرد.
از سال ۱۸۷۳ در نشریه مجله تحقیقات زبانشناسی تطبیقی که توسط پدرش تأسیس شده بود، فعالیت داشت و از سال ۱۸۹۲ ویراستار کتاب‌شناسی خاورشناسی، نشریه‌ای که توسط آگوست مولر (خاورشناس) در سال ۱۸۸۷ تأسیس شده بود، کار کرد. در سال ۱۸۸۳، او به عضویت آکادمی علوم باواریا درآمد.

## گزیدهٔ آثار
- دربارهٔ زبان اتروسکی (با همکاری ویلهلم پاول کورسن؛ ۲ جلد، ۱۸۷۴–۷۵) - در مورد زبان اتروسکی.
- بررسی دستور زبان پالی، ۱۸۷۵ - به عنوان بهترین اثر او شناخته می‌شود.
- مطالعات اسطوره‌شناسی آدالبرت کوهن (۱۸۸۶، به عنوان ویراستار) - مطالعات اسطوره‌شناسی آدالبرت کوهن.
- بلوهر و یوداسف؛ یک مطالعه کتابشناختی-ادبی-تاریخی، ۱۸۹۴ - در این اثر، کوهن به تأثیر بودایی بر افسانه‌های مسیحی اشاره می‌کند.
- اساس فقه‌اللغه ایرانی (به عنوان ویراستار؛ نویسنده اصلی ویلهلم گایگر) - جستارهای اصلی زبان‌شناسی زبان‌های ایرانی.